# Postrånestenen
Postrånestenen är en minnessten som ligger längs Skåneleden mellan Margretetorp och Båstad. Stenen märker den plats där postryttaren och torparen Bengt Nilsson rånades när han fraktade post längs postryttarevägen över Hallandsåsen 1757. Han färdades sträckan Helsingborg-Varberg för norska posten och blev rånad och dödad på denna plats.